# Nicaragua en los Juegos Paralímpicos de Atenas 2004
Nicaragua estuvo representada en los Juegos Paralímpicos de Atenas 2004 por un deportista masculino. El equipo paralímpico nicaragüense no obtuvo ninguna medalla en estos Juegos.